# Suối Ea Nuôl
Ea Nuôl là một phụ lưu của Sông Krông Ana. Suối Ea Nuôl chảy ở huyện Buôn Đôn tỉnh Đắk Lắk, Việt Nam .

## Dòng chảy
Ea Nuôl là một trong những dòng suối lớn, có nước quanh năm ở Đắk Lắk. Suối bắt nguồn từ một Bến nước của một buôn làng người dân tộc Ê Đê rất nổi tiếng ở thành phố Buôn Ma Thuột đó là Buôn AKô Đhông. Đây là một bến nước rất đẹp nhưng hiện tại không còn được sử dụng do bị ô nhiễm vì ở ngay trung tâm thành phố.
Suối có phần lớn nằm trên địa phận xã Ea Nuôl cùng tên và nhập vào dòng sông Srêpốk ngay ở xã này.
Hiện tại dòng suối đang bị đe dọa rất nhiều về môi trường do rác thải của thành phố và trên thượng nguồn mới xây dựng khu xử lý nước thải của thành phố. Thậm chí ngay đầu nguồn lại bệnh viện thành phố Buôn Ma Thuột đang xây dựng.

## Chỉ dẫn
1. ↑  Trong tiếng các dân tộc thuộc nhóm ngôn ngữ Môn-Khmer ở Tây Nguyên và trong tiếng Việt cổ (trước thế kỷ 16, xem Chữ Nôm) thì đăk đã có nghĩa là nước, sông, suối, còn krông nghĩa là sông. Trong tiếng một số dân tộc Tây Nguyên khác thì ea/ia có nghĩa là nước, sông, suối.